# پل ترویلبرت
پل دزیره ترویلبرت (به فرانسوی: Paul Desiré Trouillebert)، یک نقاش مشهور فرانسوی از مدرسه یا مکتب باربیزون یا باربیژون وی در سال ۱۸۲۹ در پاریس، فرانسه به دنیا آمد و در ۲۸ ژوئن سال ۱۹۰۰ در همانجا درگذشت.
پل ترویلبرت در میان نقاشان فرانسوی مکتب باربیزون، به عنوان یک نقاش چهره و همچنین به عنوان نقاشی که دارای سبکی خاص در ترسیم مناظر و چشم‌اندازهاست، شناخته می‌شود. یکی از شاگردان او، ارنست هربرت (۱۸۱۷ تا ۱۹۰۸) و شاگرد دیگر او چارلز فرانسیس جالابرت (۱۸۱۹ تا ۱۹۰۱) بودند و وی اولین نمایشگاه پرتره‌های نقاشی خود را در سال ۱۸۶۵ و در سالنی که بدین منظور در نظر گرفته شده بود، برگزار کرد.

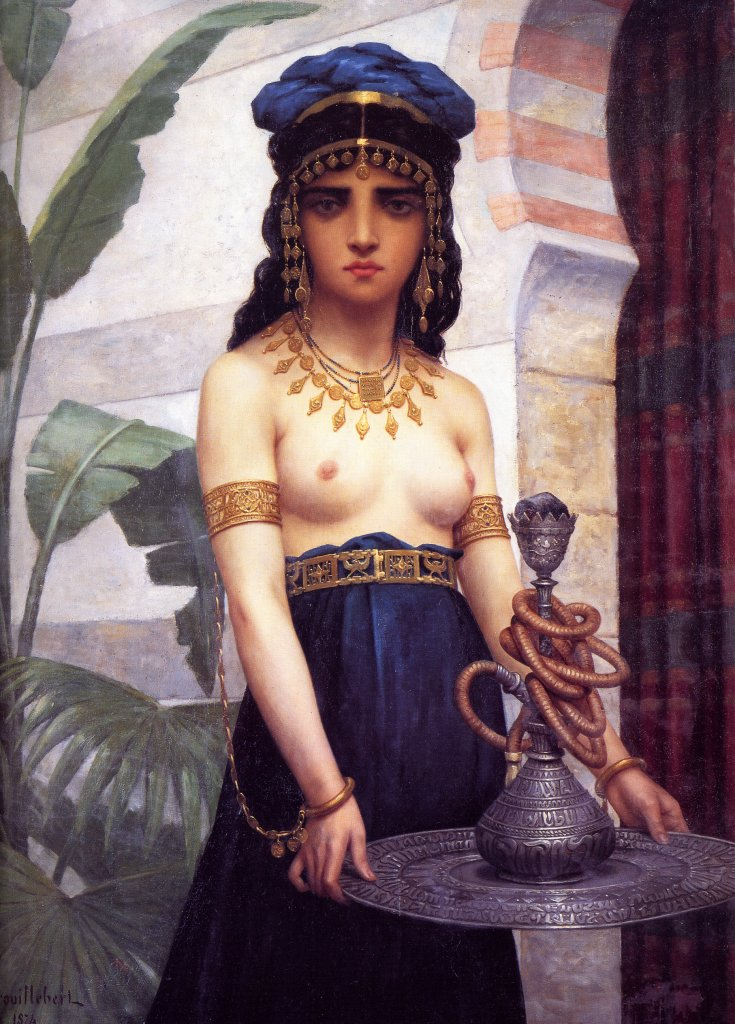
دختر خدمتکار حرم، اثری از پل ترویلبرت، ۱۸۷۴

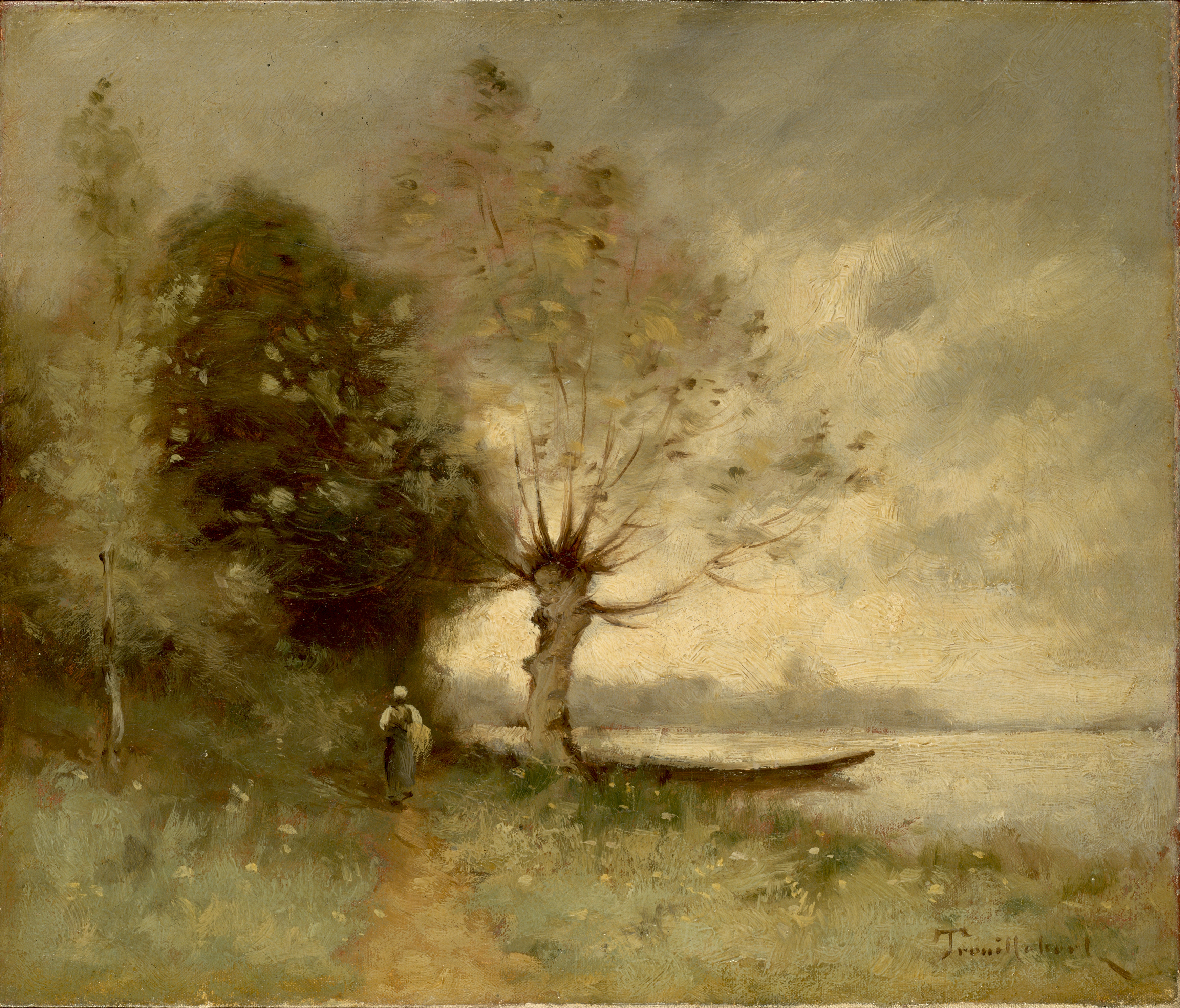

در سال ۱۸۶۹ و در سالن پاریس، پل ترویلبرت، مجموعه‌ای از آثار خویش با عنوان فرانسوی: “Au bois Rossignolet” را به معرض نمایش گذاشت که مشتمل بر تابلوهایی از مناظر و چشم‌اندازهایی شاعرانه و تغزلی بود، که با تحسین و تمجید فراوان و بی سابقه‌ای همراه بود.
پل ترویلبرت بعدها به شرق شناسی علاقه‌مند شد و به خلق نقاشی‌هایی با مضامین شرقی از زنان و دختران برهنه اقدام نمود. از جمله او پرتره‌ای از یک زن جوان نیمه برهنه را نقاشی نمود که به سبک زنان مصر باستان که از دودمان یونانی-رومی (فرنگی) هستند، ترسیم شده بود. وی این نقاشی را [که از مشهورترین آثار اوست]، به فرانسوی: Servante du harem نامید که معنای آن دختر خدمتکار حرم (حرمسرا) می‌شد. همچنین نقاشی که وی در سال ۱۸۸۴ از زنان و دختران لخت در حال استحمام کشیده بود، و آن را Bathers به معنای حمام کننده‌ها نام نهاده بود، در نمایشگاه آثار وی در سالن پاریس با تحسین و تمجید خوبی مواجه شده بود.